# Суламифь (имя)
Сулами́фь (от ивр. שלומית‎ Шломит) — женское имя еврейского происхождения. Восходит к женскому персонажу Песни песней Соломона — Суламите.
Этимология имени спорна. Существуют гипотезы, связывающие имя с палестинским топонимом Сулем или Сунем, производящие его от ивритского «мирная» или как женский вариант имени Соломона, или от ивритского имени שלומית с последующей трансформацией в Суламифь у евреев, говорящих на языке идиш.